# 1968 Mehltretter
1968 Mehltretter este un asteroid din centura principală, descoperit pe 29 ianuarie 1932 de Karl Reinmuth.